# Троицкое (Новосильский район)
Тро́ицкое — село в составе Глубковского сельского поселения Новосильского района Орловской области России.

## География
Расположено на правом берегу реки Клпёнки в 4 км от сельского административного центра Чулково.

## Название
Название получено от фамилии владельца Толстенков. Деревня была вотчиной Троице-Сергиева монастыря. Отсюда и второе название поселения.

## История
Упоминается в ДКНУ (Дозорной книге Новосильского уезда) за 1614—1615 гг. как деревня Толстенкова. Населена была казёнными (государственными) крестьянами. Деревня относилась к приходу церкви страстотерпца Христова Георгия Победоносца села Игумново. Имелась земская школа. В 1859 году в деревне насчитывалось 63 крестьянских двора, а в 1915 — 164.

## Население
| Годы      | 1859 | 1915 | 2010 |
| --------- | ---- | ---- | ---- |
| Население | 694  | 1160 | 1    |